# アンジェロ・コスタンツォ
アンジェロ・コスタンツォ（Angelo Costanzo 1976年5月9日 - ）は、オーストラリア・アデレード出身の元同国代表サッカー選手。現役時代のポジションはDF（センターバック）。
DF以外にもディフェンシブハーフとしてプレーした。
ロングヘアーがトレードマークである。

## クラブキャリア
1994年、18歳でソールズベリー・ユナイテッドFCの年間最優秀選手賞に選ばれ、すぐにアデレード・シティFCのベトナムへのシーズンオフツアーに誘われた。
1995-1996のナショナルリーグ初シーズン、オーストラリア代表センターバックのアレックス・トービンとミラン・イヴァノヴィッチの二人とともにプレーし、すぐにアデレード・シティのスタメンに定着した。
2005年、アデレード・ユナイテッドFCに移籍。

## 所属クラブ
- 1993–1994 ソールズベリー・ユナイテッドFC
- 1995–2002 アデレード・シティFC
- 2000–2004 マルコーニ・スタリオンズFC
- 2004 キャンベルタウン・シティSC
- 2005–2009 アデレード・ユナイテッドFC
- 2009–2010 ニューカッスル・ジェッツFC
- 2010 アデレード・コブラスFC

## 獲得タイトル
Aリーグプレミアシップ 2005-2006

## 代表歴
- U-20 オーストラリア
- オーストラリア代表
  - 2001年2月28日 - A代表初出場 - コロンビア代表戦

## 指導歴
- 2018-2020 クロイドン・キングス